# Deansgrange Cemetery

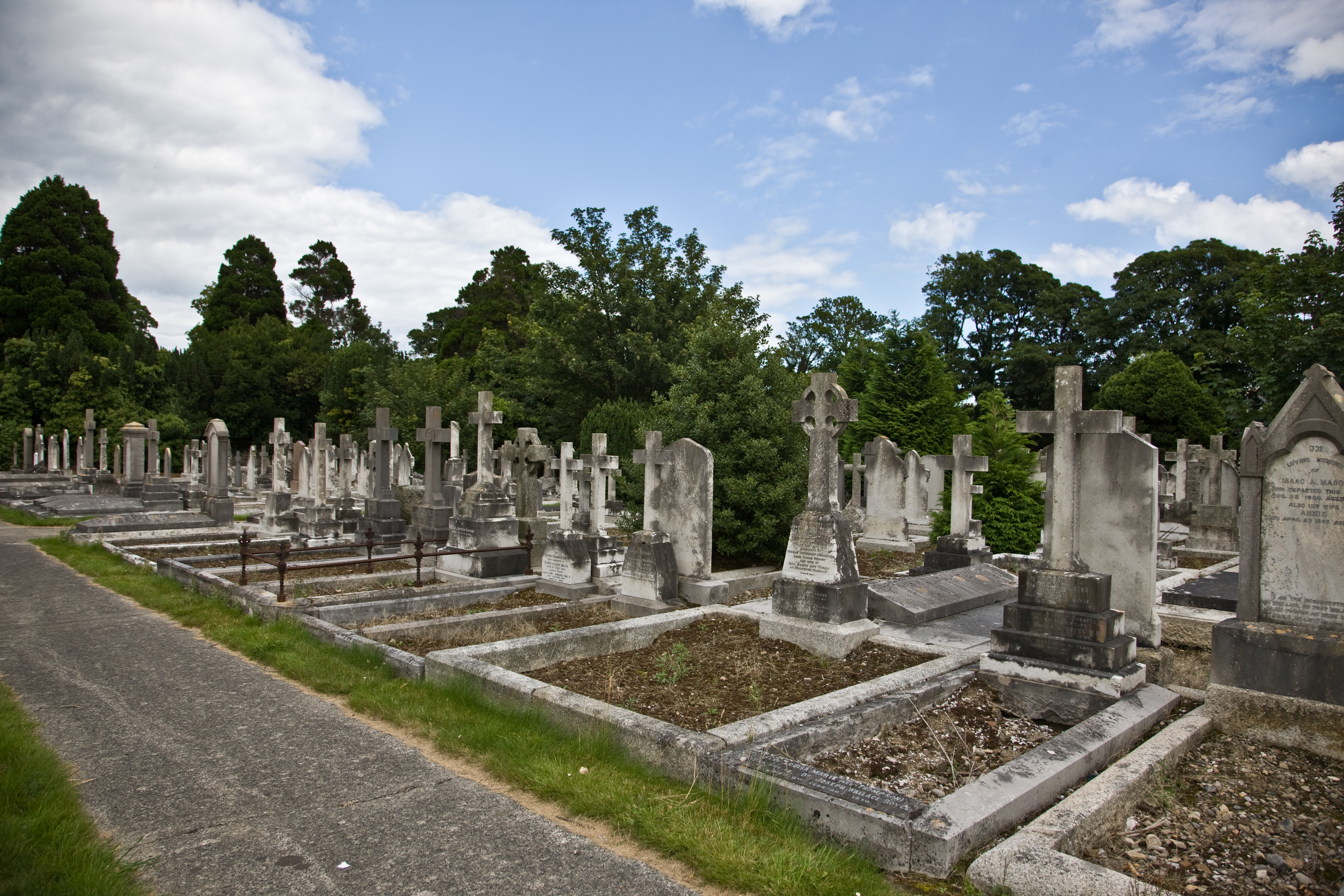
Gräber auf dem Deansgrange Cemetery

Der Deansgrange Cemetery (auch Deans Grange Cemetery, irisch Reilig Ghráinseach an Déin) ist ein Friedhof in Dún Laoghaire-Rathdown, südlich von Dublin, Irland. Er wurde im Jahre 1865 angelegt. 

## Bekannte Personen
Auf dem Friedhof sind über 150.000 Personen beigesetzt worden, darunter bekannte Schriftsteller, Künstler und Kaufleute. Einige bekannte beigesetzte Persönlichkeiten sind: John A. Costello, John Boyd Dunlop, Seán Lemass, Eamon Martin, John McCormack, Dermot Morgan, Flann O’Brien, Frank O’Connor, Sinéad O’Connor, Ernest Walton und Oonah Keogh. Der deutsche Spion Hermann Görtz (1890–1947) wurde zunächst hier beigesetzt und 1974 auf den Deutschen Soldatenfriedhof Glencree umgebettet.